# Internationale Dag van de Vrede
De Internationale Dag van de Vrede of Wereld Vrede Dag zijn jaarlijkse dagen ter attentie van de vrede. Er bestaan twee dagen waarop dit gebeurt:
- op 1 januari in de Katholieke Kerk sinds 1967[1]
- op 21 september, uitgeroepen door de Verenigde Naties, sinds 1981 (resolutie 36/67). Het doel is een wereldwijde dag van wapenstilstand en geweldloosheid.

De Internationale Dag van de Vrede die door de Verenigde Naties wordt georganiseerd valt samen met de openingssessie van de Algemene Vergadering, in september. Sinds 2001 vindt de dag jaarlijks plaats op 21 september (resolutie 55/282).
Jaarlijks rond 21 september valt de Vredesweek. Vredesorganisatie PAX organiseert de Vredesweek sinds 1967. Elk jaar met een ander thema,  op grond waarvan verschillende activiteiten door heel Nederland worden georganiseerd. In 2018 was het thema 2018: Generaties voor vrede. 
De Wereldraad van Kerken riep in juni 2018 al haar aangesloten kerken, geloofsgemeenschappen en maatschappelijke organisaties in de wereld op om in de Vredesweek van 16-23 september gezamenlijk een week van Gebed voor Vrede te houden voor allen in Palestina en Israël, met name voor de jongeren en kinderen.